# Park Narodowy Yurubí
Park Narodowy Yurubí (hiszp. Parque nacional Yurubí) – park narodowy w Wenezueli położony w stanie Yaracuy. Został utworzony 18 marca 1960 roku i zajmuje obszar 236,7 km². W 2005 roku został zakwalifikowany przez BirdLife International jako ostoja ptaków IBA. 

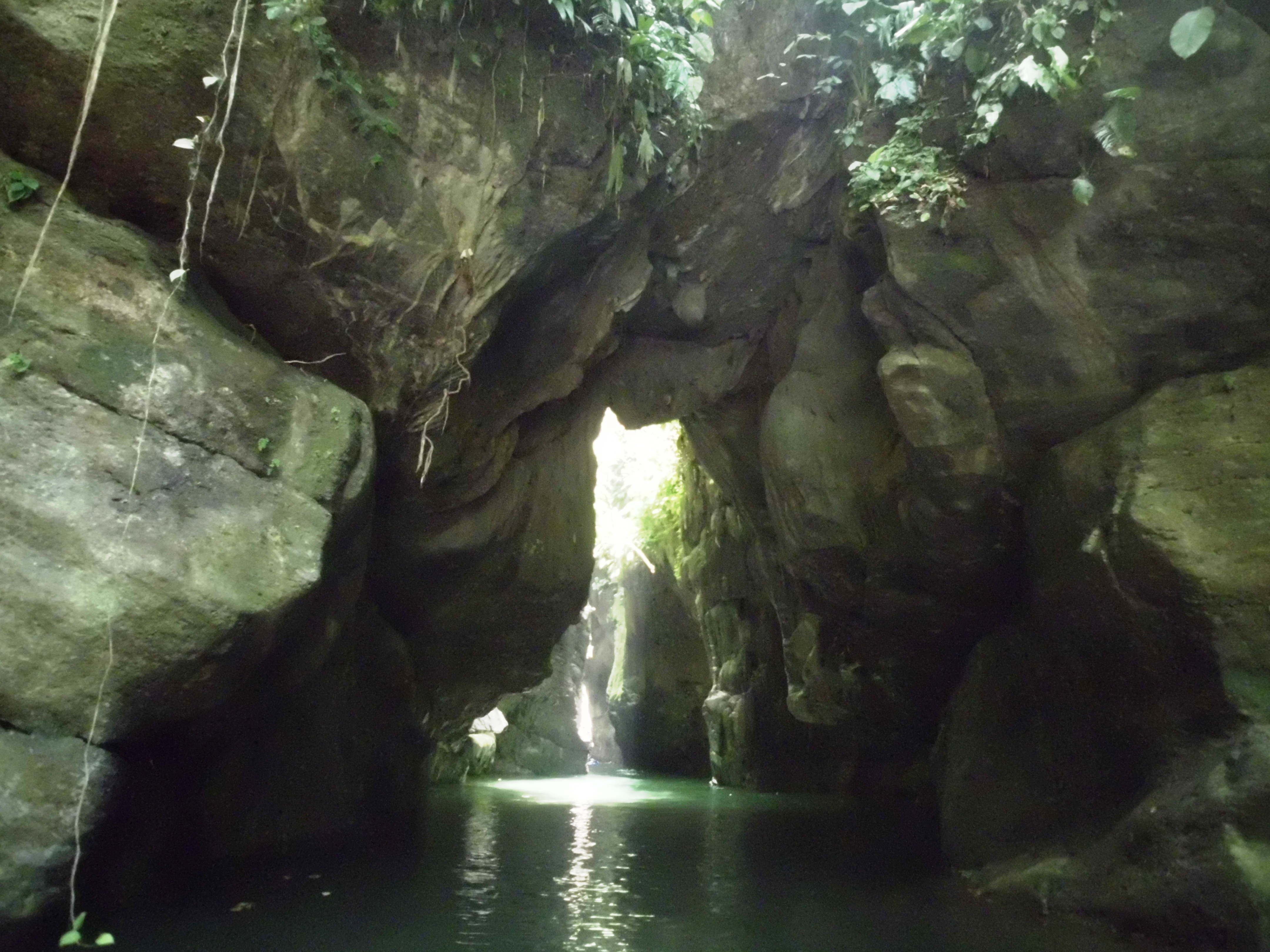
Jedna z jaskiń, w której żyją tłuszczaki

## Opis
Park położony jest w paśmie górskim Sierra de Aroa stanowiącym północno-zachodnie przedłużenie Kordyliery Nadbrzeżnej. Znajduje się w dorzeczach rzek Aroa i Yaracuy, na wysokościach nie przekraczających 1850 m n.p.m. Są tu źródła rzek: Yurubí (stąd nazwa parku), Cocorote, Cocorotico, Carabobo i Tesorero. W północnej części znajdują się jaskinie. Najniżej położoną część parku pokrywa tropikalny wilgotny las górski. Wyżej rośnie las mglisty. Flora i fauna nie została dokładnie zbadana.
Średnia roczna temperatura wynosi +26,5 °C, a średnie roczne opady 1580 mm.

## Flora
W lesie mglistym rosną narażony na wyginięcie (VU) Gyranthera caribensis, a także m.in.: brosimum mleczodrzew, Tetrorchidium rubrivenium, Billia columbiana, Meliosma pittieriana i Protium carana. Występują liczne paprocie drzewiaste (m.in. z rodzaju pierzastka) i wiele gatunków roślin epifitycznych. 
Gatunki endemiczne w parku należą głównie do rodzin pieprzowate, jasnotowate, akantowate i marzanowate. 

## Fauna
Ssaki występujące w parku to narażony na wyginięcie (VU) tapir amerykański, a także m.in.: ocelot wielki, ocelot nadrzewny, paka nizinna, aguti złocisty, mazama ruda, wyjec rudy, pancernik dziewięciopaskowy i pekariowiec obrożny.
Odnotowano tu 68 gatunków ptaków. Są to narażony na wyginięcie (VU) czubacz hełmiasty, a także m.in.: tłuszczak, cytrynka szarogłowa, drozd gołooki, tangarka niebieska, tangarka płowa, czakalaka rdzaworzytna, drobik łuskowany, krogulec zmienny, czubacz żółtoguzy i przepiór wenezuelski.
Gady żyjące w parku to m.in.: legwan zielony, amejwa pospolita, żararaka lancetowata, żararaka wenezuelska, Micrurus isozonus, boa dusiciel, grzechotnik straszliwy i musurana.